# موتور ابراهیم آزادی چاه حسن
موتور ابراهیم آزادی چاه حسن یک منطقهٔ مسکونی در ایران است که در دهستان جازموریان واقع شده‌است. موتور ابراهیم آزادی چاه حسن ۴۰ نفر جمعیت دارد.